# Elatobia fuliginosella
Elatobia fuliginosella é uma espécie de insetos lepidópteros, mais especificamente de traças, pertencente à família Tineidae.
A autoridade científica da espécie é Lienig & Zeller, tendo sido descrita no ano de 1846.
Trata-se de uma espécie presente no território português.